# Лукашовка (Монастырищенский район)
Лукашо́вка (укр. Лукашівка) — село в Уманском районе Черкасской области Украины.
Население по переписи 2001 года составляло 812 человек. Почтовый индекс — 19110. Телефонный код — 4746.

## Местный совет
19110, Черкасская обл., Монастырищенский р-н, с. Лукашовка, ул. Бастрикова